# Barranquilla, Guerrero
Barranquilla är en ort i Mexiko.   Den ligger i kommunen San Marcos och delstaten Guerrero, i den södra delen av landet, 300 km söder om huvudstaden Mexico City. Barranquilla ligger 88 meter över havet och antalet invånare är 163.
Terrängen runt Barranquilla är huvudsakligen platt, men norrut är den kuperad. Terrängen runt Barranquilla sluttar söderut. Runt Barranquilla är det ganska glesbefolkat, med 34 invånare per kvadratkilometer. Närmaste större samhälle är San Marcos, 5,9 km nordost om Barranquilla. Omgivningarna runt Barranquilla är en mosaik av jordbruksmark och naturlig växtlighet.